# Freestyle Script

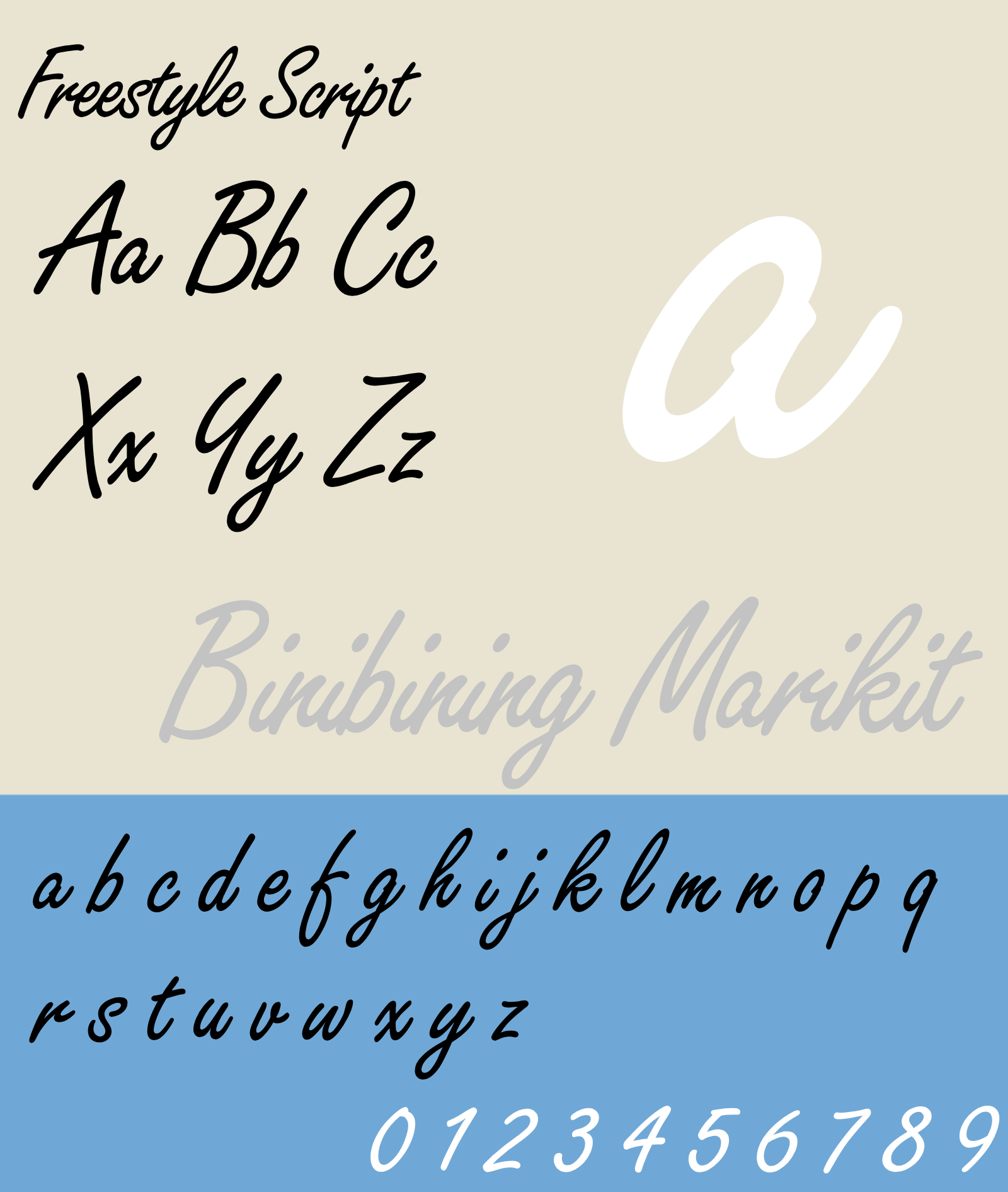
Freestyle Script Plain

Freestyle Script è un font script progettato nel 1981 da Martin Wait. La versione in grassetto è stata progettata nel 1986. Il font viene venduto da Adobe, ITC e Letraset. Freestyle Script è disponibile in quattro versioni: Regular, Bold, SH Reg Alt, e SB Reg Alt.